# Praia de Jardim de Alah
A praia de Jardim de Alah.
A praia de Jardim de Alah é um trecho do litoral de Salvador, município capital do estado brasileiro da Bahia. Situada no bairro do Costa Azul e a quinze quilômetros do centro da cidade, é banhada pelo Oceano Atlântico e está entre a Praia do Jardim dos Namorados e a praia de Armação e próximo ao Parque Costa Azul. O acesso pode ser feito pela Avenida Otávio Mangabeira e pela ciclovia da orla, que é acompanhada por calçadão e pista de corrida e caminhada nesse trecho.
Suas características principais são o jardim com pequeno coqueiral e o mar de correntezas fortes sobre as pedras. No gramado do jardim, costuma-se realizar piqueniques, aulas de ioga, meditação e alongamento, como também estão instalados quiosques de venda de água de coco e mesas de massagem. A praia constitui-se em uma pequena falésia, o que produz um mirante e, assim, foi indicada pelo portal iBahia em 2023 como um dos três lugares para ver o amanhecer em Salvador. Embora esteja numa área menos promovida turisticamente, o "Projeto Verão Light" destacou-se nessa praia ao oferecer aulas de aeróbica, ginástica, etc., para moradores e turistas. Na faixa de areia da praia são comuns as práticas de futevôlei e treinamento funcional e no mar, o surfe.
Por conta da força das ondas na maré cheia, o banho de mar é mais recomendado durante a maré baixa, já a faixa da areia fica disponível independentemente da variação da maré. E o trecho faz parte da área de operação da Coordenadoria de Salvamento Marítimo de Salvador (Salvamar), órgão da Prefeitura Municipal de Salvador. Do período de setembro a novembro de 2020 (primeiros dois meses da reabertura das praias soteropolitanas, até então fechadas desde março pela restrição de circulação pela pandemia de COVID-19), esteve entre as três praias com maiores ocorrências de afogamentos, posição que não se repetiu nos dez primeiros meses de 2023.

## História
A orla da praia foi objeto de requalificação por parte da Prefeitura Municipal de Salvador e as obras foram finalizadas com atividades de inauguração em 21 de novembro de 2015.
Durante o vazamento de óleo no Brasil em 2019, a praia de Jardim de Alah foi uma das atingidas pela contaminação dessa maré negra e por mais de uma vez.
Em 16 de setembro de 2023, a praia recebeu atividades de educação ambiental e limpeza organizadas pela Empresa de Limpeza Urbana de Salvador (LIMPURB) e pela Secretaria Municipal de Sustentabilidade, Resiliência, Bem-Estar e Proteção Animal (SECIS) em função do Dia Mundial da Limpeza (World Clean up Day).
Em novembro de 2023, foi palco do evento de música cristã chamado Festival Canto pela Paz.
Em maio de 2024, numa área em que se descartava dejetos sofreu uma intervenção artística de Mirian Aragão, que pintou casas sobre pedras desenhando uma cidade onde antes havia lixo. Ainda nesse mês, a SECIS iniciou a implantação do Viveiro de Coqueiros, numa área acidentada de 3200 metros quadrados do jardim tendo em vista a preservação dos coqueirais da cidade e o alto grau de salinidade e velocidade do vento nessa praia.